# Der ganz offene Brief
Der ganz offene Brief ist eine humoristische Kolumne von Loriot und Manfred Schmidt, die von 1957 bis 1961 wöchentlich in der deutschen Illustrierten Quick erschien. In den mehr als 200 Ausgaben beschäftigten sich die Autoren mit aktuellen Ereignissen, kuriosen Meldungen und alltäglichen Erlebnissen.
2014 erschien eine Gesamtausgabe der von Loriot verfassten Briefe. Schmidts Briefe wurden bisher nicht als Buch veröffentlicht.

## Veröffentlichung
1957 plante die Quick-Redaktion die Überarbeitung der ersten Seiten ihrer Illustrierten. Bis dahin begannen die einzelnen Ausgaben direkt mit der Reportage. Nun sollte die Zeitschrift mit Preisrätseln eröffnen, die zu dieser Zeit sehr beliebt waren. Als humoristischer Beitrag neben dem Rätsel wurde die Kolumne Der ganz offene Brief von Manfred Schmidt und Loriot vorgesehen. Manfred Schmidt war zu dieser Zeit durch seine Quick-Serie Nick Knatterton einer der beliebtesten Zeichner in Deutschland, Loriot hatte mit seiner Serie Der gute Ton seinen ersten großen Erfolg in der Quick.  Die Ganz offenen Briefe waren als redaktionelle Leserbriefe gestaltet und beschäftigten sich satirisch mit aktuellen Ereignissen, kuriosen Meldungen und alltäglichen Erlebnissen der Autoren. Begleitet wurden sie von einer Zeichnung des jeweiligen Autors.
Der erste Ganz offene Brief erschien in der Ausgabe vom 28. September 1957 mit folgendem Geleit: „Auch Loriot, der Meister des guten Tons, liest die QUICK, zumal er jede Woche ein Exemplar umsonst bekommt. In diesem Brief wendet er sich mit einem brennenden Problem an die Redaktion. Wir fürchten, dass weitere Briefe folgen.“ In den folgenden vier Jahren war Der ganz offene Brief in fast allen Ausgaben der Quick enthalten, nur im Januar 1958 wurde einmal zugunsten der Auflösung eines besonderen Preisrätsels auf die Kolumne verzichtet. Loriot und Manfred Schmidt schrieben jeweils etwa die Hälfte der Briefe. Üblicherweise wechselten sich die beiden Autoren jede Woche ab, häufiger wurde von diesem Modus aber auch abgewichen.

### Das Ende der Kolumne
Das Ende der Kolumne war eine Folge des hundertsten Ganz offenen Briefs von Loriot vom 13. August 1961. Darin bezog er sich auf die Titelgeschichte des Spiegel vom 18. Juli, in der berichtet wurde, dass es in Deutschland erlaubt sei, Wein mit Zuckerwasser, Kohlendioxid und Kaliumferrocyanid zu versetzen. Loriot trieb dies auf die Spitze, indem er die Zusatzstoffe zum Hauptbestandteil des deutschen Weins machte, zu denen „nach uralter Familientradition“ auch eine Traube pro Fass hinzukomme. Daraufhin kam es zu erheblichen Protesten und erbosten Leserbriefen von Winzern an die Quick. Während Der Spiegel ähnliche Reaktionen auf seinen Artikel in den folgenden Ausgaben abdruckte, verzichtete die Quick darauf. Stattdessen leitete man Teile der Briefe an Loriot weiter, mit der Bitte, sie zu beantworten. 
Loriot beendete daraufhin seine Mitarbeit an dieser Kolumne in seinem 102. Beitrag. Darin berichtete er davon, dass ihm regelmäßig drohende Gestalten auflauerten, darunter auch Winzer und Weinhändler, und das, obwohl er unter anderem „seit Jahren täglich eine Flasche Wein leere“. Zu seinem eigenen Schutz bat er die Redaktion in dem Brief darum, ihn von der Kolumne zu entbinden. Zwar beantwortete die Redaktion diese Bitte unterhalb des Briefes mit einem „Nein“, es blieb aber trotzdem der letzte Ganz offene Brief, den Loriot schrieb. In den folgenden beiden Ausgaben erschienen die letzten Briefe von Manfred Schmidt. Die Ausgabe vom 8. Oktober 1961 enthielt dann noch einmal einen Brief von Loriot, den er aber schon vorher geschrieben hatte und der damals von der Redaktion abgelehnt worden war. Im Gegensatz zu den anderen Briefen war er nicht Teil der Seiten 2 oder 3, sondern erschien im hinteren Teil der Quick.
Die Affäre um den Wein-Brief war damit jedoch noch nicht beendet. So musste Loriot auf Drängen des Verlegers Diedrich Kenneweg Ende Oktober an einer PR-Aktion im Mainzer Haus des Deutschen Weines und einem Weinbaugebiet teilnehmen. Der satirische Reisebericht, in dem Loriot neben einer Richtigstellung auch weiter austeilte, erschien im Dezember unter dem Titel Wein rein eingeschenkt von Loriot in der Quick.

### Buchveröffentlichung
Anders als viele andere Arbeiten von Loriot, die in Zeitschriften wie der Quick erschienen, veröffentlichte Loriot die Ganz offenen Briefe nicht in Buchform. Dadurch gerieten sie in Vergessenheit und waren selbst Loriot-Kennern unbekannt, wie der Germanist Stefan Neumann in seiner Dissertation zu Loriots Leben und Werk aus dem Jahr 2000 feststellt.
Im Jahr 2014, drei Jahre nach Loriots Tod, gab seine Tochter Susanne von Bülow gemeinsam mit dem Autor Peter Geyer und dem Buchgestalter OA Krimmel das Buch Der ganz offene Brief heraus. Es erschien nicht in Loriots Stammverlag Diogenes, sondern bei Hoffmann und Campe. In dem Buch sind 115 Briefe von Loriot gemeinsam mit den zugehörigen Zeichnungen enthalten, neben den 103 in der Quick erschienenen auch 12, die von der Quick-Redaktion abgelehnt worden waren und nun erstmals veröffentlicht wurden. Personen, Ereignisse und Presseberichte, auf die sich Loriot in seinen Briefen bezog, werden im Buch in kurzen Fußnoten kommentiert. Daneben enthält das Buch ein Vorwort von Peter Geyer, einen Überblick über den „Wein-Zwischenfall“ einschließlich einiger Briefe an den Verlag und vom Verlag und des Reiseberichts von Loriot sowie andere kritische Leserbriefe an Loriot. Außerdem ist im Buch ein Ganz offener Brief von Manfred Schmidt abgedruckt, den er als direkte Antwort auf einen Brief von Loriot formuliert hatte. Die anderen Briefe von Schmidt wurden bisher nicht in Buchform veröffentlicht. Der Schauspieler Johann von Bülow, der entfernt mit Loriot verwandt ist, veranstaltete Lesungen aus dem Buch. Der Live-Mitschnitt einer Lesung in der Berliner Bar jeder Vernunft erschien als Hörbuch.

## Einordnung in Loriots Gesamtwerk
Der ganz offene Brief war mit einer Laufzeit von vier Jahren die längste Zeitschriftenserie von Loriot, die er für Erwachsene gestaltete; nur die Kinder-Serie Reinhold das Nashorn lief mit siebzehn Jahren länger. Die Veröffentlichung der Briefe fiel in die Zeit, in der Loriot mit Ratgeberparodien wie Der gute Ton, Der Weg zum Erfolg und Für den Fall großen Erfolg hatte. Anders als bei diesen lag bei den Ganz offenen Briefen der Schwerpunkt fast ausschließlich auf dem Text. Zwar wurden auch sie von einer Zeichnung begleitet, die in den meisten Fällen aber eher einen illustrativen Charakter hatte; die Komik der meisten Briefe hätte auch ohne sie funktioniert. Damit kam in den Briefen erstmals Loriots Sprachkomik, die ein wesentlicher Aspekt seines Werkes ist, zur vollen Entfaltung. Die Textgestaltung der Briefe ähnelte dabei den Ratgeberparodien und war oft von einem Kontrast zwischen der Sprache und dem Inhalt geprägt. Alltägliches, Banales und Geschmackloses wurde sachlich und in gehobener Sprache präsentiert, ein Stil, der auch viele von Loriots Fernsehsketchen kennzeichnete. Auch inhaltlich waren die Briefe oft ein Vorgriff auf diese Sketche. Ein Beispiel dafür ist der Brief vom 7. Juni 1958. Loriot berichtet darin vom Hosenkauf, bei dem ihm die Verkäufer aus unterschiedlichen Gründen einmal zu lange und einmal zu kurze Hosen empfehlen. Damit erinnert der Brief stark an den Sketch Herrenmoden aus Loriots Teleskizzen, der 1976 ausgestrahlten zweiten Folge der Sendereihe Loriot, in dem ein Ehepaar einen Anzug für den Mann kaufen möchte.
In vielen Zeichnungen zu seinen Ganz offenen Briefen stellt sich Loriot selbst als Knollennasenmännchen dar, ein Element seiner Arbeiten, das auch an anderen Stellen auftauchte, etwa bei der letzten Folge seiner Wahren Geschichten. Im Brief vom 14. Februar 1959 setzt sich Loriot selbst mit diesem Thema auseinander und beklagt, dass Karikaturisten schon nach wenigen Jahren begännen, ihren Zeichnungen ähnlich zu sehen. In der zugehörigen Zeichnung steht ein Knollennasenmännchen vor dem Spiegel und hält eine Zeichnung eines Knollennasenmännchens in der Hand.

## Buch-Ausgaben
- Susanne von Bülow, Peter Geyer, OA Krimmel (Hrsg.): Der ganz offene Brief. Hoffmann und Campe, Hamburg 2014, ISBN 978-3-455-40514-9.
- Johann von Bülow liest Loriot: Der ganz offene Brief. Hoffmann und Campe, Hamburg 2014, ISBN 978-3-455-31019-1 (Hörbuch).
- Susanne von Bülow, Peter Geyer, OA Krimmel (Hrsg.): Der ganz offene Brief. Diogenes, Zürich 2023, ISBN 978-3-257-02191-2.